# 星野立子賞
星野立子賞（ほしのたつこしょう）は、公益財団法人上廣倫理財団が主催する俳句の賞。昭和期に活躍した星野立子の名を冠し、女性俳人を顕彰する目的で2013年に開始された。公募形式で、女性俳人の出版された句集が選考対象である。同時期に星野立子新人賞も開催しており、こちらは20歳以上、50歳未満の若手作者による未発表の投句50句を選考し、男女1名ずつを選出している。本新人賞は、俳壇における若手の登竜門としての賞として位置付けられている。受賞は雑誌『俳句』（発行：角川文化振興財団）で発表され、受賞作の一部が掲載されている。

## 選者
- 星野立子賞（第1回より） - 小澤實、黒田杏子、後藤比奈夫、西村和子、星野椿
- 星野立子新人賞
- （第1回〜第10回） - 岸本尚毅、中西夕紀、星野高士
- （第11回） - 今井聖、対馬康子、星野高士

## 受賞一覧
第1回（2013年）
- 星野立子賞 - 津川絵理子 『はじまりの樹』
- 星野立子新人賞 - 抜井諒一 「秋ともし」、糸屋和恵 「姉妹」

第2回（2014年）
- 星野立子賞 - 西嶋あさ子 『的礫』
- 星野立子新人賞 - 若杉朋哉 「一秋四冬」、馬場君江 「飛沫」

第3回（2015年）
- 星野立子賞 - 高田正子 『青麗』
- 星野立子新人賞 - 小助川駒介 「消失点」、吉田林檎 「太古の空」

第4回（2016年）
- 星野立子賞 - 藺草慶子 『櫻翳』
- 星野立子新人賞 - 涼野海音「手毬つく」、大西朋「初筑波」

第5回（2017年）
- 星野立子賞 - 駒木根淳子 『夜の森』
- 星野立子新人賞 - 金澤諒和「静かな器」、秋山夢「朝な夕な」

第6回（2018年）
- 星野立子賞 - 瀬戸内寂聴 『ひとり』
- 星野立子新人賞 - 小山玄黙「雲と父」、古川朋子「下睫毛」

第7回（2019年）
- 星野立子賞 - 対中いずみ 『水瓶』
- 星野立子新人賞 - 小野あらた「去りぎは」、冨士原志奈「聖五月の懺悔」

第8回（2020年）
- 星野立子賞 - 小林貴子 『黄金分割』
- 星野立子新人賞 - 板倉ケンタ 「時に花」、伊藤麻美 「眼光」

第9回（2021年）
- 星野立子賞 - 藤本美和子 『冬泉』
- 星野立子新人賞 - 吉田哲二「鍔焦がす」、篠崎央子「家伝」

第10回（2022年）
- 星野立子賞 -  井上弘美『夜須礼』
- 星野立子新人賞 - 北杜駿 「はだけゆく」、西山ゆりこ 「ペダル」

第11回（2023年）
- 星野立子賞 - 和田華凛『月華』
- 星野立子新人賞 - 鈴木総史「雨の予感」、千野千佳「したがふ」

第12回（2024年）
- 星野立子賞 - 山西雅子『雨滴』
- 星野立子新人賞 - 加藤右馬「変声期」、野城知里「半睡の文字」

第13回（2025年）
- 星野立子賞 - 石田郷子『万の枝』
- 星野立子新人賞 - 松田晴貴「眠る耳」、高久麻里「遠く聞く」